# Нобулеви
Нобулеви (груз. ნობულევი) — село в Грузии, на территории Мартвильского муниципалитета края (мхаре) Самегрело-Верхняя Сванетия.

## География
Село находится в западной части Грузии, на левом берегу реки Техури, на расстоянии приблизительно 14 километров (по прямой) к северо-западу от города Мартвили, административного центра муниципалитета. Абсолютная высота — 310 метров над уровнем моря.

## Население
По результатам официальной переписи населения 2014 года в Нобулеви проживал 121 человек (70 мужчин и 51 женщина). В национальной структуре населения грузины составляли 100 %.
| Год  | Население, человек |
| ---- | ------------------ |
| 2002 | 148                |
| 2014 | ↘ 121              |